# Siderno
Siderno ist eine italienische Stadt in der Metropolitanstadt Reggio Calabria in Kalabrien mit 17.558 Einwohnern (Stand 31. Dezember 2023).

## Lage und Daten

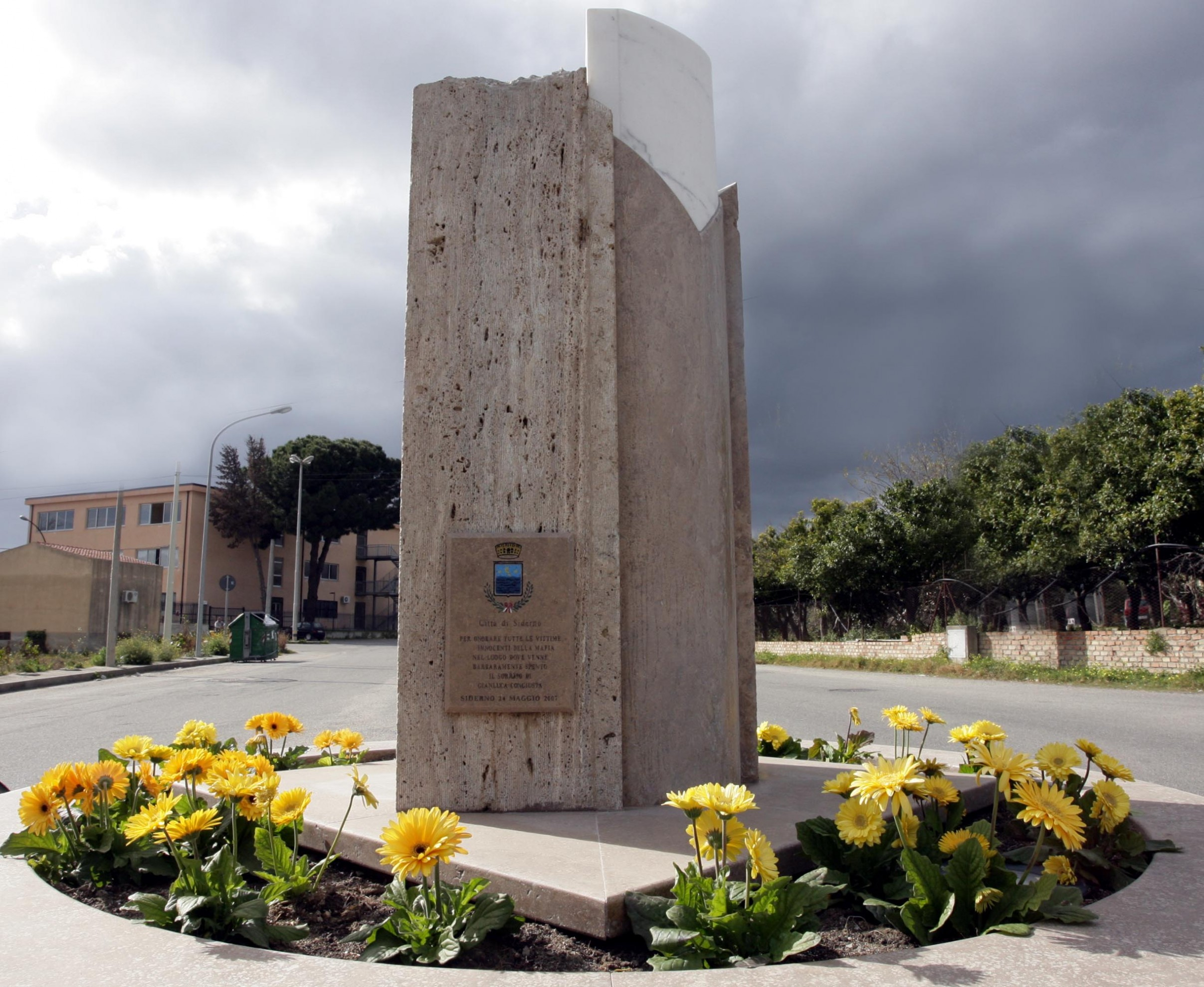
Denkmal an die Opfer der Mafia

Siderno liegt 107 km nordöstlich von Reggio Calabria am Nordosthang des Aspromonte an der Küste des Ionisches Meeres. Die Nachbargemeinden sind Agnana Calabra, Gerace, Grotteria, Locri und Mammola. Der Ort besteht aus den Ortsteilen Donisi, Vennerello, Mirto, Campo, Ferraro, Zammariti, Oliveto, Pellegrina, Grappidaro, Gonia, Flavia, Salvi, Lamia, San Policarpo und Fossicalì.
Die Stadt ist für die Umgebung das landwirtschaftliche und industrielle Zentrum. Durch die Lage am Meer hat der Tourismus eine bestimmte Bedeutung.

## Sehenswürdigkeiten
Der Ort hat einen alten Stadtkern.

## Persönlichkeiten
- Paolo Piromalli (1592–1667), Geistlicher, Missionar, Autor und Mediziner